# Faryzeusze

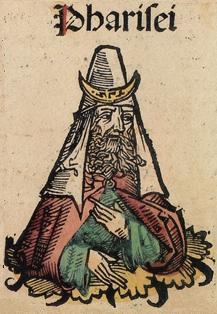
Średniowieczne wyobrażenie faryzeusza z Kroniki norymberskiej, 1493.

Faryzeusze (gr. Φαρισαῖοι; aram. „perišaja”; hebr. פְּרוּשִׁים „perušim”, łac. pharisaei – pochodzi od greckiego φαρισαῖοι pharisaioi) – jedno z żydowskich bractw religijnych (hebr. חֲבוּרָה „ḥaburah”) w czasach Drugiej Świątyni, czyli od ok. II wieku p.n.e. do ok. 70 r. n.e. Nazywali siebie חֲבֵרִים ḥawerim (bracia) i byli w opozycji do kapłańskiego bractwa saduceuszy. Inne bractwa w tym czasie to m.in. esseńczycy, zeloci i w konsekwencji także chrześcijanie. Nazwa ich pochodzi od hebrajskiego słowa peruša – oznaczające w hebrajskim „tego, kto się oddziela”, żyjącego w separacji od osób rytualnie nieczystych, aby móc zbliżyć się do Boga. Faryzeusze byli stronnictwem ludzi świeckich, w odróżnieniu od kapłańskiej arystokracji saduceuszów, starali się jednak w swoim postępowaniu przestrzegać świątynnych reguł czystości. Zyskali sobie reputację ekspertów w dziedzinie interpretacji Pisma. Stąd wzięło się nowotestamentowe określenie na faryzeuszy „Uczeni w Piśmie”, jest to jednak pojęcie mogące określać grupy zarówno w ramach tego stronnictwa, jak i poza nim.
Negatywny obraz faryzeuszy w Nowym Testamencie spowodował, że w krajach kultury chrześcijańskiej mianem „faryzeusza” przyjęło się określać człowieka fałszywego i obłudnego. „Faryzejskim” określa się przywiązanie do zewnętrznych form i ceremonii religijnych lub postępowanie bez wzięcia pod uwagę wymiaru duchowego. Także postawy obłudne, hipokryzję.

## Historia
Ruch faryzejski najprawdopodobniej wywodzi się od starożytnych chasydów (z hebr. chasidim – pobożni, bogobojni, czyści) znanych bardziej z tego okresu pod nazwą asydejczyków, będących przedstawicielami ruchu religijno-społecznego w łonie judaizmu. Ruch ten rozwijał się od końca III w. p.n.e., a jego celem była walka z narastającymi tendencjami hellenizacyjnymi wśród Żydów.
Po śmierci Judy Machabeusza dokonał się podział chasydyzmu (asydejczyków). Przedstawiciele skrzydła radykalnego odmówili uznania najwyższych kapłanów i królów hasmonejskich jako prawowitych władców Świątyni i państwa i odłączyli się od oficjalnego kultu świątynnego, tworząc ruch całkowicie niezależny, który przypuszczalnie dał początek wspólnocie z Kumran (prawdopodobnie odłam esseńczyków). Skrzydło mniej antagonistycznie nastawione wobec ówczesnych elit religijno-politycznych przekształciło się w ugrupowanie faryzeuszy. Pierwotna nazwa chasydzi (hebr. „ḥasidim ha-rishonim”) odtąd służyła do określania jedynie pierwszych pokoleń ruchu. Nowa nazwa odłamu pochodzi od dyżurnego słowa czasów zmagań Machabeuszy: Periszut, separacja /gr. Αμιξία, w odróżnieniu od Επιμιξία, mieszanie się/ (por. 2 Mach 14,36 oraz 3).
Za panowania Jana Hirkana I i jego syna Aleksandra Janneusza (103–76 p.n.e.) faryzeusze niechętnie byli postrzegani przez tych władców i wręcz byli prześladowani przez władze, m.in. z powodu obrony praw religijnych (czystości rytualnej). Natomiast wdowa po Janneuszu, Aleksandra Salome (76–67 p.n.e.) poparła to stronnictwo i wprowadziła ich do Sanhedrynu, dzięki czemu skupili wokół siebie władzę, mając od tej chwili ogromne wpływy. Mniej więcej od tego momentu faryzeusze stali się duchowymi przywódcami narodu. Po śmierci królowej stracili oni swoją dominującą pozycję na rzecz saduceuszy, ale nie utracili swego ogromnego wpływu na społeczeństwo żydowskie.
W okresie dominacji rzymskiej, a szczególnie w czasach dynastii herodiańskiej (której byli niechętni), faryzeusze wycofali się w zasadzie niemal całkowicie z aktywnego życia politycznego i skoncentrowali się na działalności religijnej.
Po zburzeniu Świątyni Jerozolimskiej, z powodu zaniku innych ugrupowań religijno-politycznych, ruch faryzeuszy przejął niemal pełną kontrolę nad Żydami w Judei i żydowską diasporą. Większość faryzejskich „uczonych w piśmie” wywędrowała razem z żydowskimi wygnańcami do Babilonii i Egiptu, a część pozostała w Palestynie. Dzięki właśnie środowisku faryzejskiemu, tworzącemu dwa główne ośrodki myśli judaistycznej w Palestynie i w Babilonii, prawo ustne zostało przekazane, rozszerzone, na nowo sformułowane i w końcu skodyfikowane w Misznie (ok. 200 roku n.e.), a potem w uzupełnionym Talmudzie, będącymi obok Tory obowiązującymi wykładniami wyznawców judaizmu do dzisiaj.

## Działalność
Faryzeusze wywodzili się z biedniejszych warstw społeczeństwa żydowskiego i reprezentowali żydowską religijność ludową. Wypracowali sobie w latach 60 p.n.e. – 70 n.e. swoistą hierarchię i strukturę. Tworzyli bractwa (hebr. ḥaburot) swego rodzaju gminy, na czele których stali uczeni w piśmie „mistrzowie” lub „nauczyciele” (hebr. rabbi). Mistrzowie ci ustalali własną interpretację tekstów biblijnych poprzez prowadzenie regularnych dysput i wymianę listów. Najbardziej uczeni z nich uzyskiwali naturalny autorytet i stawali się w pewnym sensie liderami tego ruchu, czego przykładem mogą być dwaj najwybitniejsi przedstawiciele faryzeuszy na przełomie I w. p.n.e. i I w. n.e., tworzący dwie konkurencyjne szkoły w interpretacji świętych Pism i Prawa, chodzi tu mianowicie o Hillela (zw. Starszym) i jego antagonistę – Szammaja. Do czasu zburzenia Świątyni w 70 r., główny nurt myśli faryzejskiej opierał się na naukach tych dwóch mistrzów i ich uczniów, oscylując między bardziej liberalnym stanowiskiem Hillela a rygoryzmem Szammaja. Ostatecznie przewagę zyskała szkoła Hillela i w nowej rzeczywistości polityczno-religijnej Żydów po 70 r. to ona właśnie zaczęła nadawać ton kształtującemu się judaizmowi rabinicznemu.
Swoje nauki faryzeusze głosili w synagogach przeznaczonych do wspólnotowej liturgii i nauczania Prawa Bożego, które istniały w tych czasach już w każdym mieście żydowskim, a także w większych miastach, w których żyły duże społeczności Żydów (np. Aleksandria). Samo powstanie instytucji synagogi w judaizmie było owocem ich rozumienia zasady, że Tora jest „dziedzictwem zgromadzenia Jakuba” (Pwt 33,4). Faryzeusze ustanawiali wszędzie szkoły i synagogi. Pouczali też ojców rodzin, aby dokładali starań, by ich synowie otrzymali wykształcenie w Prawie (Yer. Ket. 7.32c; Ḳid.29a; Sifre, Deut. 46). Również codzienne odmawianie Szema oraz inne części synagogalnej służby Bożej są zasługą faryzeuszy. Chociaż ich inspiracja pochodzi z Księgi Powtórzonego Prawa 6,7 (por. Józef Flawiusz, Dawne dzieje Izraela IV. 8, § 3. W każdym mieście też ustanawiali swe bractwa (hebr. ḥaburot), które podejmowały odpowiedzialność za prowadzenie liturgii synagogalnej (Ber IV, 7, por. „Dawne dzieje Izraela” XVIII. 2, § 3). Innym elementem wprowadzonym przez faryzeuszy do pobożności judaizmu były Tefilin, czyli filakterie, jako symboliczne poświęcenie głowy i ramienia, wydają się być odpowiednikiem diademu i napierśnika arcykapłana. Mezuza zaś była znakiem symbolicznej konsekracji domu rodzinnego. Były one inspirowane Pismem św. (Pwt 8,9; 13,18-19, Sanh. x. [xi.] 3), pierwotny charakter talizmanu został zapomniany (por. np. Księga Wyjścia 13,13, Księga Izajasza, 62, 8).

## Nauczanie
Faryzeusze poświęcali wiele uwagi bieżącym problemom społecznym swoich czasów, zarówno na terenie Judei, która była wtedy zubożała, jak i w diasporze, ze szczególną troską odnosząc się do zwykłych ludzi i starając się ulżyć im w trudzie dnia codziennego m.in. poprzez niesienie słów pociechy i nadziei.

### Prawo Boże
Najbardziej charakterystyczną cechą nauki faryzeuszy był ich stosunek do Prawa Mojżeszowego. Uznawali, że zostało ono przekazane Mojżeszowi w sposób wiążący dla Żydów dwojako: nie tylko w formie pisanej, ale także jako przekaz ustny (tradycja). Zatem, obok Tory zachowywali także ustne tradycje starszych (por. Mk 7,5). Tradycje te zawierały liczne i nieraz drobiazgowe rozstrzygnięcia uczonych żydowskich. Faryzeusze podkreślali bezwzględne posłuszeństwo Torze, ale krytykowali zbyt ciasną literalną interpretację tekstów Tory stosowaną przez saduceuszy, a także ascetyzm esseńczyków. Uważali siebie za przedstawicieli prawdziwego Izraela, który otrzymał poznanie woli Bożej dla świata. Doktryna moralna faryzeuszy charakteryzowała się skrupulatną wiernością Prawu odnośnie do przepisów rytualnych i czystości kultowej. Taka postawa zwróciła ich w kierunku tzw. soferim, czyli zawodowych jurystów, określanych także jako „uczeni w Piśmie”, z którymi ściśle współpracowali i tworzyli właściwie jedną grupę społeczną (Ewangelie w zasadzie utożsamiają „uczonych w Piśmie” z faryzeuszami).

### Nadzieje mesjańskie
Wierzyli w nadejście Mesjasza. Nadzieje mesjańskie – w odróżnieniu od poglądów saduceuszy, którym były one obce – były najważniejszą częścią nauczania faryzeuszy, widoczną we wszystkich częściach liturgii synagogalnej. Oznaczało to oczekiwanie królestwa Bożego, które położy kres królestwu światowych potęg utożsamianych z bałwochwalstwem i niesprawiedliwością (Mek., „Amalek”). Już w pierwszych pokoleniach tzw. starożytnych chasydów, Boże Królestwo wykluczało jakiekolwiek inne panowanie (por. Dawne dzieje Izraela XVIII. 1, § 6). Faryzeusze byli tym odgałęzieniem chasydów, które zaakceptowało doczesne potęgi, polecając ludowi modlić się za rząd (Abot III, 2). Pociechę dla nich dawała duchowa wolność płynąca ze studiowania Tory-Prawa (Abot VI. 2). „Kto bierze na siebie jarzmo Tory, temu jarzmo ziemskiego królestwa i światowe troski zostaną odjęte” (Abot III, 5). Ponieważ saduceusze nie podzielali nadziei mesjańskiej, Józef Flawiusz w Wojnie Żydowskiej II. 8, § 14 oraz w Dawnych dziejach Izraela XIII 5, § 9, XVIII 1, § 3, mówiąc o faryzeuszach, dołożył wszelkich starań, by nie powiedzieć nic o ich nauczaniu na ten temat. Faryzeusze wierzyli nie tyle w nieśmiertelność duszy, co w zmartwychwstanie ciał. Doktryna ta była częścią ich oczekiwań czasów mesjańskich.
Wierzyli także w istnienie aniołów i demonów, czym również zasadniczo różnili się od saduceuszy (por. Dzieje Apostolskie 23,8).

## Zaangażowanie w politykę
Politycznie faryzeusze byli „partią środka” w królestwie Judei. Przeciwstawiali się tendencjom reprezentowanym przez saduceuszy i Heroda Wielkiego, stopniowej hellenizacji i romanizacji Żydów, ale jednocześnie, w odróżnieniu od radykalnego ruchu zelotów, uważali za mrzonki możliwość wybicia się Izraela na pełną niepodległość.

## Faryzeusze w opinii sobie współczesnych

### Józef Flawiusz
Józef Flawiusz (37-po 94), opisał faryzeuszy w 2. księdze swego dzieła Wojna Żydowska oraz w Dawnych Dziejach Izraela. Ukazał ich, według Kaufmanna Kohlera, niezgodnie z rzeczywistością jako sektę filozoficzną. Powodem było, według tego autora, to, iż Flawiusz pisał swą książkę dla „rzymskich czytelników i mając na względzie mesjańskie oczekiwania faryzeuszy”. Sam bowiem pochodząc z rodu kapłańskiego sympatyzował z saduceuszami, dla których nadzieje mesjańskie były obce:

Faryzeusze prowadzą życie wstrzemięźliwe i unikają wszelkich uciech, kierując się tym, co rozum uznał za dobre, i usilnie starając się przestrzegać jego nakazów. Sędziwych wiekiem otaczają wielką czcią i nie odważają się sprzeciwiać temu, co oni wprowadzili. Choć mniemają, że wszystkim rządzi los, nie odmawiają woli ludzkiej samoistnego działania, gdyż Bóg postanowił oddzielić od siebie zrządzenia losu i wolę ludzką, tak że każdy według swego upodobania może iść bądź drogą występku, bądź drogą cnoty. Wierzą także, że dusze mają moc nieśmiertelną, a ci, którzy pędzą cnotliwe lub występne życie, odbierają w podziemiu nagrodę lub karę. Dusze pierwszych mają możność powrotu do życia, drugich zaś na wieki pozostają zamknięte w więzieniu. Przez te nauki posiedli oni znaczny wpływ na ludzi, że we wszystkich sprawach religijnych, odprawianiu modłów i składaniu ofiar rozstrzygają ich wskazania. Ich wielkiej cnotliwości najlepsze świadectwo dały miasta, twierdząc, że zarówno słowem, jak i czynem dążą do tego, co wzniosłe (Dawne Dzieje Izraela XVIII,I.3).

### Pisma Nowego Testamentu
Pisma Nowego Testamentu przyjmują polemiczną postawę wobec faryzeuszy, stąd nie dają one całościowego poglądu o rzeczywistym charakterze faryzeuszy. Z drugiej strony, nie bez znaczenia jest fakt, że współczesny Chrystusowi tzw. późny judaizm – jak realizowali go faryzeusze, esseńczycy i zeloci – dostarczył chrześcijaństwu schematów i pojęć, które stały się jego środkami wyrazu przez cały pierwszy okres do Soboru nicejskiego I (325 r.).

#### Ewangelie
Zasadniczo w Ewangeliach faryzeusze pojawiają się jako przyjaciele Jezusa (por. Ewangelia Łukasza 7,37; 13,31) i wczesnych chrześcijan (por. Dzieje Apostolskie 5,38, 23,9, por. Dawne Dzieje Izraela XX, 9, § 1). Gdy Jezus krytykował faryzeuszy jako obłudników, miał na myśli obecne wśród nich wynaturzenia. Nazywał ich „potomstwem żmij”; „grobami pobielanymi, które na zewnątrz wyglądają pięknie, ale wewnątrz są pełne suchych kości”; „ślepymi przewodnikami”, „którzy cedzą komara, a połykają wielbłąda” (Mt 6, 2-5, 16, 12,34; 15,14; 23,24.27). Mówił swym uczniom, aby czynili tak, jak nauczają uczeni w Piśmie i „faryzeusze, którzy zasiadają na katedrze Mojżesza”, ale by nie naśladowali ich uczynków. Zarzucał im niepostępowanie w dobrym duchu, noszenie wydłużonych filakterii i pretensjonalność w wielu innych rzeczach (Mt 23, 2-7). Tak samo dokładnie obłudnicy wśród faryzeuszy opisywani są w midraszach: noszą filakterie, a mają złe intencje w swoich sercach (por. Pes. R. 22.).
Zarzuty wobec obłudy niektórych faryzeuszy w Ewangeliach, szczególnie w kontekście ich konfliktu z Jezusem Chrystusem, dały początek współczesnemu określeniu faryzeizmu jako postawy obłudnej, przywiązanej do zewnętrznych form i ceremonii religijnych. Postępowania bez wzięcia pod uwagę wymiaru duchowego.

#### Listy Pawłowe
Tym środowiskiem biblijnym, które szczególnie cechowało się antagonistycznym nastawieniem do faryzeuszy, zwłaszcza za czasów cesarza Hadriana (76–138), było chrześcijaństwo Pawłowe. Paweł Apostoł sam był faryzeuszem. Mówił o tym w swoim słowie do króla Heroda Agryppy w Cezarei:

Wszyscy Żydzi znają moje życie. Od początku upływało ono wśród mego narodu w Jerozolimie. Wiedzą o mnie od dawna – gdybyż chcieli zaświadczyć! – że żyłem według /zasad/ najsurowszego stronnictwa naszej religii jako faryzeusz (Dzieje Apostolskie 26,4-5, por. Dz 22,3).

W Liście do Filipian 3,4-6 Paweł podkreślił, że jest „w stosunku do Prawa – faryzeuszem”. To odniesienie do Prawa należy rozumieć jako opowiedzenie się za Prawem Bożym przekazywanym także ustnie (gr. paradosis) – „tradycja ustna”, „tradycja starszych” (por. Ewangelia Marka 7,5). Uznawanie, że Prawo Boże zostało przekazane Mojżeszowi w dwojaki sposób, nie tylko na piśmie, jak wierzyli saduceusze, ale także w formie przekazu ustnego było typowe dla nauczania faryzeuszy.
Po przejściu na chrześcijaństwo, Paweł przyjął polemiczną postawę wobec faryzeuszy, zwłaszcza gdy chodzi o centralne dla nich podejście do przestrzegania Prawa. W nauczaniu Pawła faryzeusze, podobnie jak cały Izrael, „który zabiegał o Prawo usprawiedliwiające”, ale „do celu Prawa nie doszedł” (List do Rzymian 9,31) – nie mogą wypełnić Prawa. Mogą tego dokonać jedynie chrześcijanie (por. Rz 3,31; 8,4; 9,4 oraz 7,7, Dz 13,39). W ten sposób Apostoł rozwijał nauczanie Jezusa zapisane w Ewangelii Mateusza 5,20: „Bo powiadam wam: Jeśli wasza sprawiedliwość nie będzie większa niż uczonych w Piśmie i faryzeuszów, nie wejdziecie do królestwa niebieskiego”. Paweł napominał adresatów Listu do Galatów, by od ufności pokładanej w wypełnianiu Prawa Mojżeszowego przeszli do wiary w Chrystusa:

My właśnie uwierzyliśmy w Chrystusa Jezusa, by osiągnąć usprawiedliwienie z wiary w Chrystusa, a nie przez wypełnianie Prawa za pomocą uczynków, jako że przez wypełnianie Prawa za pomocą uczynków nikt nie osiągnie usprawiedliwienia (Ga 2,16 BT).

Według tradycyjnej luterańskiej interpretacji tego stanowiska Pawła, formułowanej m.in. przez Rudolfa Bultmanna i innych luterańskich egzegetów niemieckich, faryzeusz podkreślając swe własne wysiłki, nie polegając na łasce Bożej, staje się gorszym grzesznikiem niż wszyscy inni. Nowsi egzegeci, jak E.P. Sanders oraz J.D.G. Dunn, krytykują takie odczytanie problemu jako wynik projekcji XVI wiecznego sporu Marcina Lutra z katolicyzmem o łaskę. Według J.D.G. Dunna, mówiąc o uczynkach Prawa Pawłowi chodziło o odrzucenie przez chrześcijan pochodzenia żydowskiego postaw judaizujących, m.in. zachowywania przepisów dotyczących koszerności pokarmów. Było to zwłaszcza ważne dlatego, że dzielili oni stół z chrześcijanami pochodzenia pogańskiego. Paweł zatem, sprzeciwiał się Prawu jako wyrazowi nacjonalizmu i ekskluzywizmu żydowskiego, mówił natomiast tak Prawu jako wyrazowi woli Bożej. Rozumiał je jednak jako wypełnione w Jezusie Chrystusie: „Przecież kresem Prawa jest Chrystus, dla usprawiedliwienia każdego, kto wierzy” (Rz 10,4).